# Херман I фон Винценбург
Херман I фон Винценбург (или Виндберг) (на немски: Hermann I von Winzenburg или Windberg; * ок. 1083, † 1137/1138, Формбах) от фамилията Винценбурги, е граф на Графство Формбах и Раделберг, граф на Винценбург (1109 – 1130), граф на Рейнхаузен (1122 – 1138), ландграф на Тюрингия (1111 – 1130) и маркграф на Майсен (1124 – 1130).

## Биография
Той произлиза от фамилията на графовете на Формбах и е син на граф Херман (Мегинхард IV) фон Формбах († 1122) и на Матилда фон Рейнхаузен, дъщеря на граф Ели II от Рейнхаузен (* ок. 1010).
Като малък той е даден за възпитание при чичо му по майчина линия, Удо, епископ на Хилдесхайм (1079 до 1114). Когато е на 16 години той придружава чичо си до Майнц, за да бъде представен на императора, който там има събрание на 9 ноември 1099 г.
Херман I се нарича през 1109 г. на своя замък Винценбург, югоизточно от Алфелд, който получава от чичо си епископ Удо от Хилдесхайм, който е съветник на император Хайнрих V.
През 1109 г. той е изпратен от Хайнрих V в Рим с княжеска делегация. През 1111/1112 г. Херман I е първият ландграф на Ландграфство Тюрингия (създадено от Херцогство Саксония от Хайнрих V).
По времето на борбата за инвеститура той преминава на страната на папата и затова трябва да се скрие в Австрия на Горен Ин, където прави голямо дарение на манастир Щифт Гьотвайг. През 1122 г. той получава наследството на графовете на Рейнхаузен, със смъртта на чичо му Херман III фон Рейнхаузен през 1122 г. във Формбах, където същата година умира и баща му граф Херман фон Виндберг и Формбах, когото също наследява. Така той става Leinegaugraf и фогт на манастир Рейнхаузен, който е основан от фамилията на майка му.
През 1130 г. той има конфликт с неговия васал Бурхард I фон Локум, близък приятел и съветник на император Лотар III (от Суплинбурги), заради строеж на негов замък и поръчва убийството му в един църковен двор. Херман I е осъден на княжеското събрание в Кведлинбург на 18 август 1130 г. и му вземат всичките служби и дарения: Ландграфство Тюрингия отива на Лудвиг I, Маркграфство Майсен получава напълно Конрад фон Ветин, а замък Винценбург и принадлежащите му земи отиват обратно на епископия Хилдесхайм.
Осъденият Херман I със синовете си Херман II и Хайнрих се съпротивляват в замък Винценбург против войските на император Лотар и на князете. Той се предава едва на последния ден на 1130 г. Император Лотар го изпраща първо в затвор в Бланкенбург на Харц. След това той е дълги години в изгнание в Рейнланд. През 1134 г. е освободен и получава защитни задачи в Холщайн. Той става комендант на крепост Зегеберг и умира там през 1137/1138 г. Това описва през 1156 г. Райнхард († 7 май 1156, Рейнхаузен), първият абат на манастир Рейнхаузен от 1153 г., в документ за историята на основаването на манастира и за фамилията на основателите. (Staatsarchiv Hannover, Kloster Reinhausen Urkunde Nr. 2.).

## Семейство и деца
- ∞ 1.) жена от фамилията Еверщайн. Те имат децата:
  - София фон Винценбург (* ок. 1105, † 25 март 1160) ∞ евентуално Албрехт I Мечката, маркграф на Бранденбург (Аскани)
  - Конрад

- ∞ 2.) Хедвиг фон Асел-Волтингероде или Хедвиг от Крайна-Истрия († 1162), дъщеря на граф Попо II (Истрия), племенница на Улрих II фон Ваймар-Орламюнде († 1112).[1]
  - Беатрикс II († 2 април 1160), абатиса на Кведлинбург, на Нойенхеерсе (1123)
  - Херман II фон Винценбург (* ок. 1110, † 29 януари 1152)
  - Матилда (Юта) (22 май 1155) ∞ 1128 Лотар Удо IV фон Щаде маркграф на Северната марка
  - Хайнрих III фон Виндберг, граф на Асел (* ок. 1110/15, † 1146) (замък Аселбург)